# (10200) Quadri
(10200) Quadri (1997 NZ2) – planetoida z pasa głównego asteroid okrążająca Słońce w ciągu 4,5 lat w średniej odległości 2,72 j.a. Odkryta 7 lipca 1997 roku.